# Jean Gale

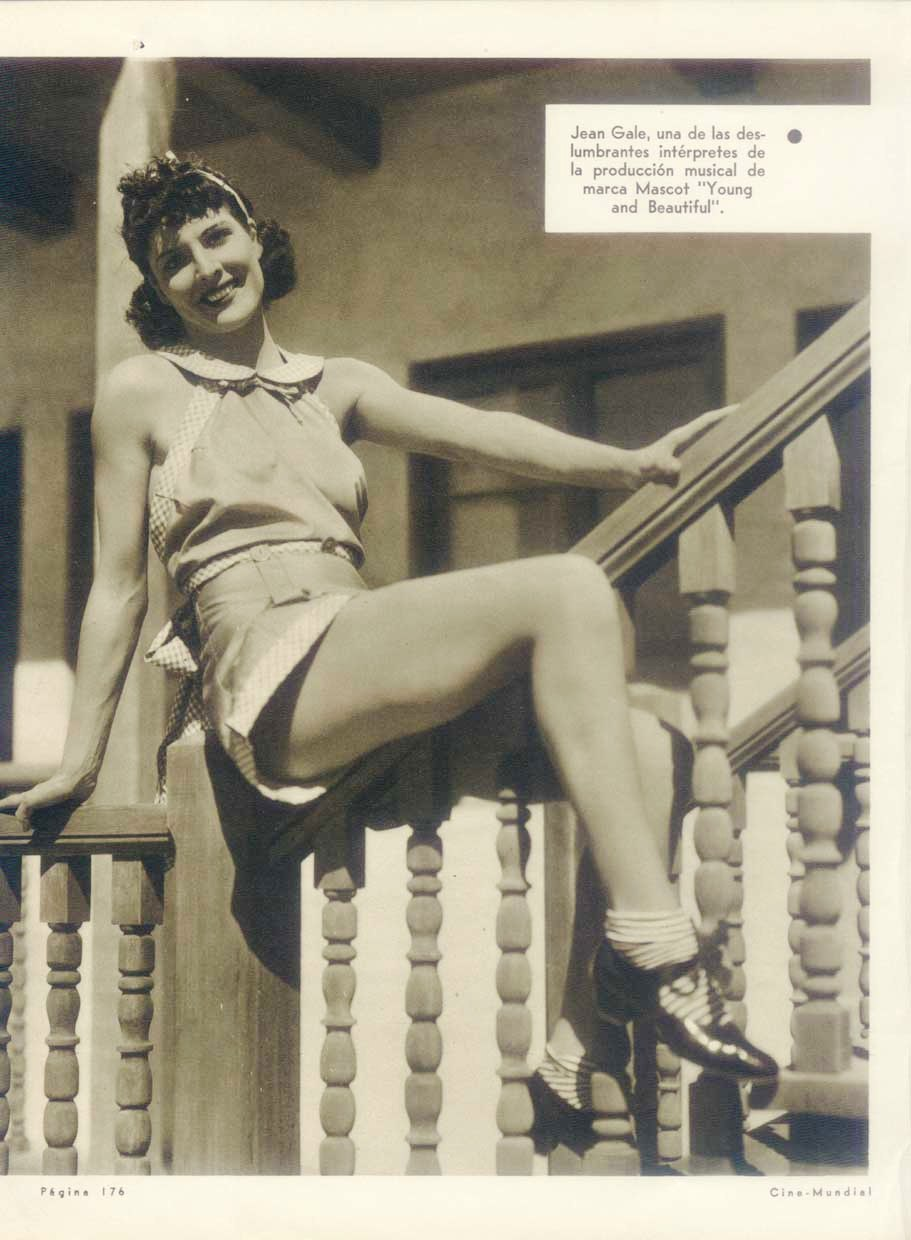
Jean Gale, c. 1935

Jean Gale, geboren als Lenore Gilmartin (San Francisco, 13 september 1912 - Los Angeles, 26 september 1974) was een Amerikaanse actrice.

## Levensloop en carrière
Gale werd geboren in 1912. Ze had drie zussen, die ook acteerden. Ze werd bekend als vaudeville-actrice. In 1934 werd ze verkozen tot een van de WAMPAS Baby Stars. In datzelfde jaar speelde ze een rol in de film Bottoms Up met Spencer Tracy. Ze speelde ook in A Star Is Born uit 1937. Hierna speelde ze nog één rol in 1940.
Gale overleed in 1974 in Los Angeles.